# Anomis inducens
Anomis inducens là một loài bướm đêm trong họ Erebidae.